# Santiago de Murcia
Santiago de Murcia (Madrid, 25 luglio 1673 – Madrid, 25 aprile 1739) è stato un chitarrista e compositore spagnolo.

## Biografia
Fino alla pubblicazione di una nuova ricerca nel 2008, si conoscevano pochi dettagli sulla vita di Santiago de Murcia. Tuttavia ora si sa che era nato a Madrid e che i suoi genitori erano Juan de Murcia e Magdalena Hernandez. Aveva sposato Josefa Garcia nel maggio 1695.
Nella sua raccolta stampata di musica per chitarra, Resumen de acompañar, Murcia si descrive come "maestro di chitarra della regina spagnola Maria Luisa di Savoia", la prima moglie del primo re borbonico di Spagna, Filippo V, nipote di Luigi XIV di Francia, che salì al trono di Spagna alla morte di Carlo II nel novembre 1700. Il matrimonio avvenne per procura a Torino l'11 settembre 1701. Il 3 novembre il matrimonio venne nuovamente celebrato a Figueras, Gerona. Nell'aprile 1702, Felipe V partì per un tour dei suoi possedimenti italiani nominando Maria Luisa reggente in sua assenza. Non c'è motivo di supporre che Murcia abbia viaggiato con lui a Napoli, o abbia incontrato i compositori Arcangelo Corelli e Alessandro Scarlatti. Maria Luisa giunse a Madrid il 30 giugno e probabilmente Murcia non sarebbe stato nominato suo maestro di chitarra prima di questa data. Si presume che abbia ricoperto l'incarico fino alla sua morte nel 1714. 
Nel 1714 Murcia dedicò un trattato di chitarra a Jácome Francisco Andriani, inviato speciale dai cantoni cattolici di Svizzera al re di Spagna (Andriani, nato nel nord Italia, si trasferì in Spagna dove fu ammesso all'Ordine dei Cavalieri di Santiago nel 1712. ) Andriani consentì a Murcia di pubblicare il suo trattato di chitarra sponsorizzando l'incisione dell'opera su lastre di rame. 
Sebbene due delle raccolte di manoscritti superstiti della musica di Murcia, "Passacalles y obras" e "Codice Saldivar n. 4", siano venute alla luce in Messico in tempi moderni, molto probabilmente furono portate lì in un secondo momento dai successivi proprietari. Ora sembra improbabile che Santiago de Murcia fosse stato in Messico. "Passacalles y obras" è dedicata a un certo Joseph Alvarez de Saavedra, ma non si sa se si tratti dello stesso "Joseph Alvarez" morto a Puebla nel 1737.
Apparentemente Andriani aveva legami commerciali con l'America Latina, in particolare con il Cile e il Messico. Lo scenario più probabile è che Murcia abbia realizzato copie manoscritte della sua musica per i mecenati e poi da questi esportate nel Nuovo Mondo.
Più tardi, nel 1729, firmò una dichiarazione di povertà e morì a Madrid nel 1739.
Uno degli aspetti importanti della musica di Murcia è il suo interesse per una vasta gamma di musica preesistente per chitarra, inclusa quella di compositori spagnoli, francesi e italiani, e in forme di danza popolare che probabilmente ebbero origine in Africa (piuttosto che in Messico). Le collezioni propongono così opere di stili diversi, raggruppate una accanto all'altra, che offrono sicuramente un panorama ricco e variegato del repertorio barocco per chitarra.
Il 18 settembre 2006, è stato riportato sul quotidiano El Mercurio che il manoscritto di musica di Santiago de Murcia Cifras selectas de guitarra risalente al 1722 era stato scoperto in Cile. La scoperta è stata fatta dal musicologo Alejandro Vera dell'Istituto di musica della Pontificia Universidad Catolica de Chile. La musica è composta da danze francesi e spagnole.

## Opere
- 1714: https://imslp.org/wiki/Resumen_de_acompa%C3%B1ar_la_parte_con_la_guitarra_(Murcia%2C_Santiago_de[collegamento interrotto]
- 1722: https://imslp.org/wiki/Cifras_selectas_de_guitarra_(Murcia%2C_Santiago_de[collegamento interrotto]
- c. 1730: https://imslp.org/wiki/C%C3%B3dice_Sald%C3%ADvar_No.4_(Murcia%2C_Santiago_de[collegamento interrotto]
- 1732:  https://imslp.org/wiki/Passacalles_y_Obras_(Murcia%2C_Santiago_de[collegamento interrotto]